# Сократ (фильм, 1971)
«Сократ» (итал. Socrate) — телефильм режиссёра Роберто Росселлини, вышедший на экраны в 1971 году.

## Сюжет
Действие фильма начинается после поражения Афин в Пелопоннесской войне, когда к власти приходит группа так называемых Тридцати тиранов. Хотя философ Сократ не принимает в этих событиях непосредственного участия, его личность и поучения вызывают всё большее раздражение в афинском обществе, ведь он был наставником как виновника поражения Алкивиада, так и самого жестокого из тиранов Крития. Уже после возвращения в Афины демократии разворачивается суд над Сократом, обвинённым в непочитании богов и развращении молодёжи. Лента прослеживает ход процесса и завершается казнью философа.

## В ролях
- Жан Сильвер — Сократ
- Анна Каприль — Ксантиппа
- Джузеппе Манаюоло — Аполлодор
- Рикардо Паласиос — Критон
- Жуан Маргалло — Критий
- Элио Сераффини — жрец
- Хулио Моралес — Антисфен
- Эмилио Мигель Эрнандес — Мелет
- Эмилио Эрнандес Бланко — Ипперид
- Антонио Медина — Платон